# Merle Haggard
Merle Ronald Haggard (Oildale, Califòrnia; 6 d'abril de 1937-Palo Cedro, Califòrnia; 6 d'abril de 2016) va ser un cantant, guitarrista, violinista i compositor estatunidenc de música country.
Juntament amb Buck Owens, Haggard i la seva banda "The Strangers" van ajudar a crear l'anomenat so Bakersfield, un subgènere del country caracteritzat pel so únic de les guitarres Fender Telecaster, les harmonies vocals i un tall dur que no s'escoltava en els enregistraments del so Nashville de la mateixa època.
En els anys 70, Haggard es va alinear amb el creixent moviment de l'outlaw country i ha continuat traient àlbums d'èxit a través dels anys 90 i 2000. En 1997 Merle Haggard va entrar en el Oklahoma Music Hall of Fame per la seva cançó "Okie from Muskogee".

## Deterioració de la salut i mort
El 5 de desembre de 2015. Haggard va rebre tractament en un hospital no revelat a Califòrnia, per pneumònia. Va tenir recuperació però va posposar diversos concerts. El març de 2016, Haggard va tornar a ser hospitalitzat i els concerts de l'abril van ser cancel·lats a causa que havia emmalaltit de pneumònia bilateral. El 6 d'abril del 2016, en el seu aniversari número 79, va morir de complicacions per la pneumònia en la seva llar de Palo Cedro, Califòrnia, als afores de Redding.

## Discografia

### Números u
1. I'm a Lonesome Fugitive (1966)
2. Branded Man (1967)
3. Sing Me Back Home (1968)
4. The Legend of Bonnie and Clyde (1968)
5. Mama Tried (1968)
6. Hungry Eyes (1969)
7. Workin' Man Blues (1969)
8. Okie from Muskogee (1969)
9. The Fightin' Side of Me (1970)
10. Daddy Frank (The Guitar Man) (1971)
11. Carolyn (1971)
12. Grandma Harp (1972)
13. It's Not Love (But It's Not Bad) (1972)
14. I Wonder If They Ever Think of Me (1972)
15. Everybody's Had the Blues (1973)
16. If We Make It Through December (1973)
17. Things Aren't Funny Anymore (1974)
18. Old Man from the Mountain (1974)
19. Kentucky Gambler (1974)
20. Always Wanting You (1975)
21. Movin' On (1975)
22. It's All in the Movies (1975)
23. The Roots of My Raising (1975)
24. Cherokee Maiden (1976)
25. Bar Room Buddies (with Clint Eastwood) (1980)
26. I Think I'll Just Stay Here and Drink (1980)
27. My Favorite Memory (1981)
28. Big City (1981)
29. Yesterday's Wine (with George Jones) (1982)
30. Going Where the Lonely Go (1982)
31. You Take Me for Granted (1982)
32. Pancho and Lefty (with Willie Nelson) (1983)
33. That's the Way Love Goes (1983)
34. Someday When Things Are Good (1984)
35. Let's Chase Each Other Around the Room (1984)
36. A Place to Fall Apart (amb Janie Frickie) (1984)
37. Natural High (1985)
38. Twinkle, Twinkle Lucky Star (1987)

## Premis
Acadèmia de la música country
- 1965 Top New Male Vocalist
- 1965 Top Vocal Duo con Bonnie Owens
- 1966 Top Male Vocalist
- 1967 Top Vocal Duo con Bonnie Owens
- 1969 Album of the Year – "Okie from Muskogee"
- 1969 Single of the Year – "Okie from Muskogee"
- 1969 Top Vocal Duo – con Bonnie Owens
- 1970 Entertainer of the Year
- 1970 Top Male Vocalist
- 1972 Top Male Vocalist
- 1974 Top Male Vocalist
- 1981 Top Male Vocalist
- 1982 Song of the Year – "Are the Good Times Really Over (I Wish a Buck Was Still Silver)"

Associació de la música country
- 1970 Album of the Year – "Okie from Muskogee"
- 1970 Entertainer of the Year
- 1970 Male Vocalist of the Year
- 1970 Single of the Year – "Okie from Muskogee"
- 1983 Vocal Duo of the Year – con Willie Nelson

Museu i Saló de la Fama del Country
- Introduït en 1994

Premis Grammy
- 1984 Best Country Vocal Performance, Male – "That's The Way Love Goes"
- 1998 Best Country Collaboration with Vocals con Clint Black, Joe Diffie, Emmylou Harris, Alison Krauss, Patty Loveless, Earl Scruggs, Ricky Skaggs, Marty Stuart, Pam Tillis, Randy Travis, Travis Tritt & Dwight Yoakam per "Same Old Train"
- 1999 Grammy Hall of Fame Award – "Mama Tried"

Saló de la Fama dels compositors de Nashville

Kennedy Center Honors